# 제1극동전선군
제1극동전선군(러시아어: 1-й Дальневосточный фронт)은 소련-일본 전쟁에 참전한 소련의 주요 군부대이다.

## 역사
1945년 8월 5일 소련 원수 키릴 메레츠코프가 사령관으로 부임하며 창설되었다. 전선의 야전 통제는 카렐리야 전선의 야전 통제를 기반으로 형성되었다. 제1극동전선의 부대는 구베로보 역에서 한국과의 국경까지 연해주에 위치해 있었다. 
1945년 8월 9일부터 9월 2일까지 제1극동전선군은 하얼빈-지린 방향의 전략적 만주 작전에 참여했다. 제1극동전선군은 트란스바이칼전선군, 제2극동전선군, 러시아 태평양 함대와 협력하여 방어선을 돌파하여 관동군의 제1방면군과 제17군을 격파하였고, 만주와 요동 반도의 몇몇 동부 지역이 함락시키는 역할을 하였다. 
8월 11일, 제25군은 연해주 경현 지역에서 만주와 조선 국경을 넘었다. 한반도 북부 지역에서 제1극동전선군 예하 부대들은 일본 제국군과 전투를 벌이거나 일본제국 군을 무장 해제시키면서 남하하였다. 1945년 8월 15일, 한반도 주둔 일본군은 미군에 항복했으나 제1극동전선군은 이를 무시하고 남쪽으로 진격하였다.
1945년 10월 1일, 전선은 공식적으로 해체되었다. 이후 설립된 연해주 군관구는 제1극동전선군과 야전 행정을 기반으로 형성되었다.

## 구성
- 제1 붉은기 군단
- 제5군
- 제25군 : 이반 치스차코프
- 제35군
- 제9공군
- 추구예브 작전군제87 소총수 군단
- 제3근위 기계화 군단
- 제150 방어군
- 제10 기계화 군단
- 프리모르스키 방공군

## 같이 보기
- 제2극동전선군
- 소련의 한반도 진입